# Блумфилд, Роберт

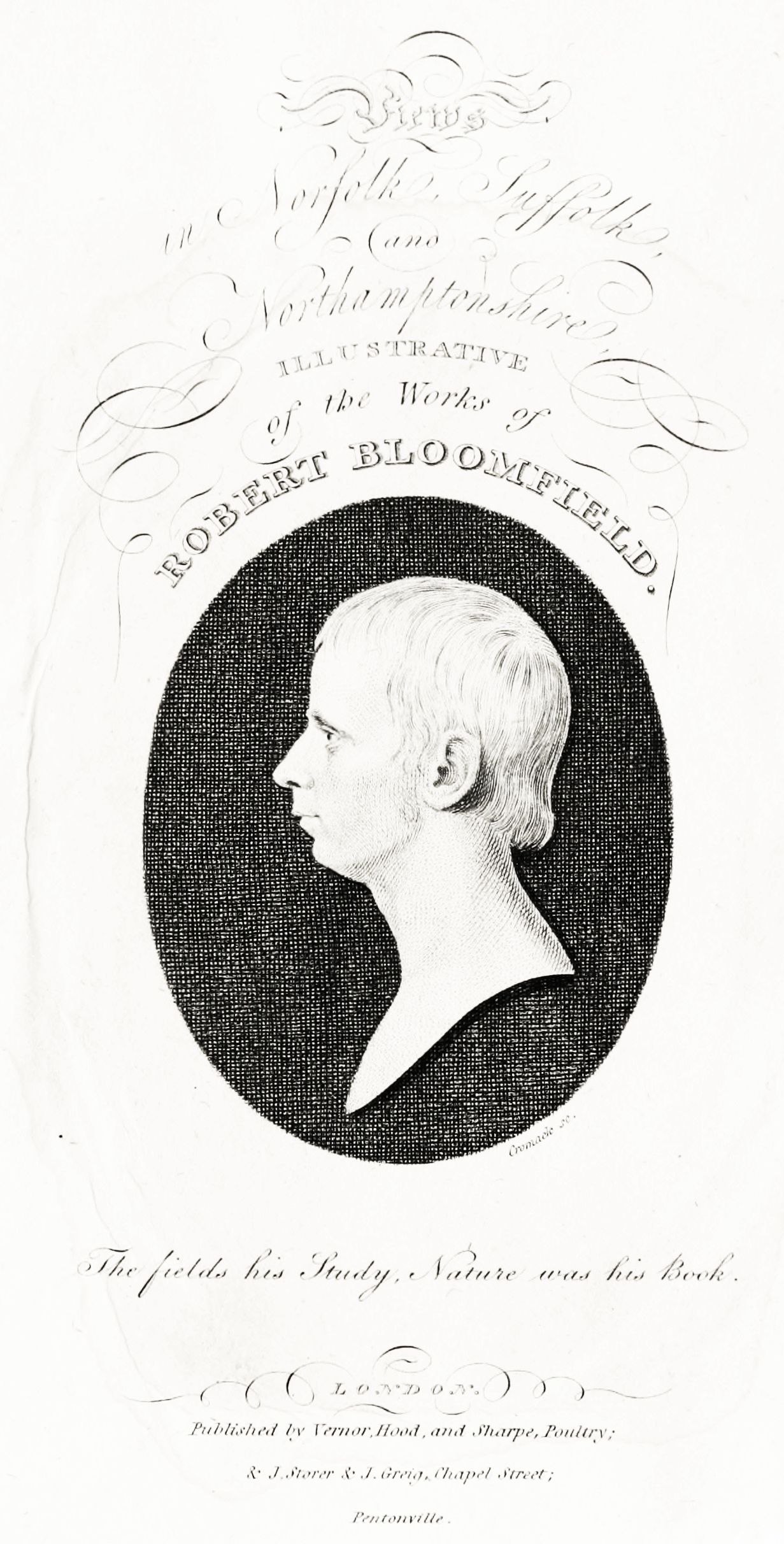
Изображение Р. Блумфилда

Роберт Блумфильд (англ. Robert Bloomfield; 3 декабря 1766, Хонингтон, Суффолк — 19 августа 1823, Шеффорд, Бедфордшир) — английский народный поэт.

## Биография

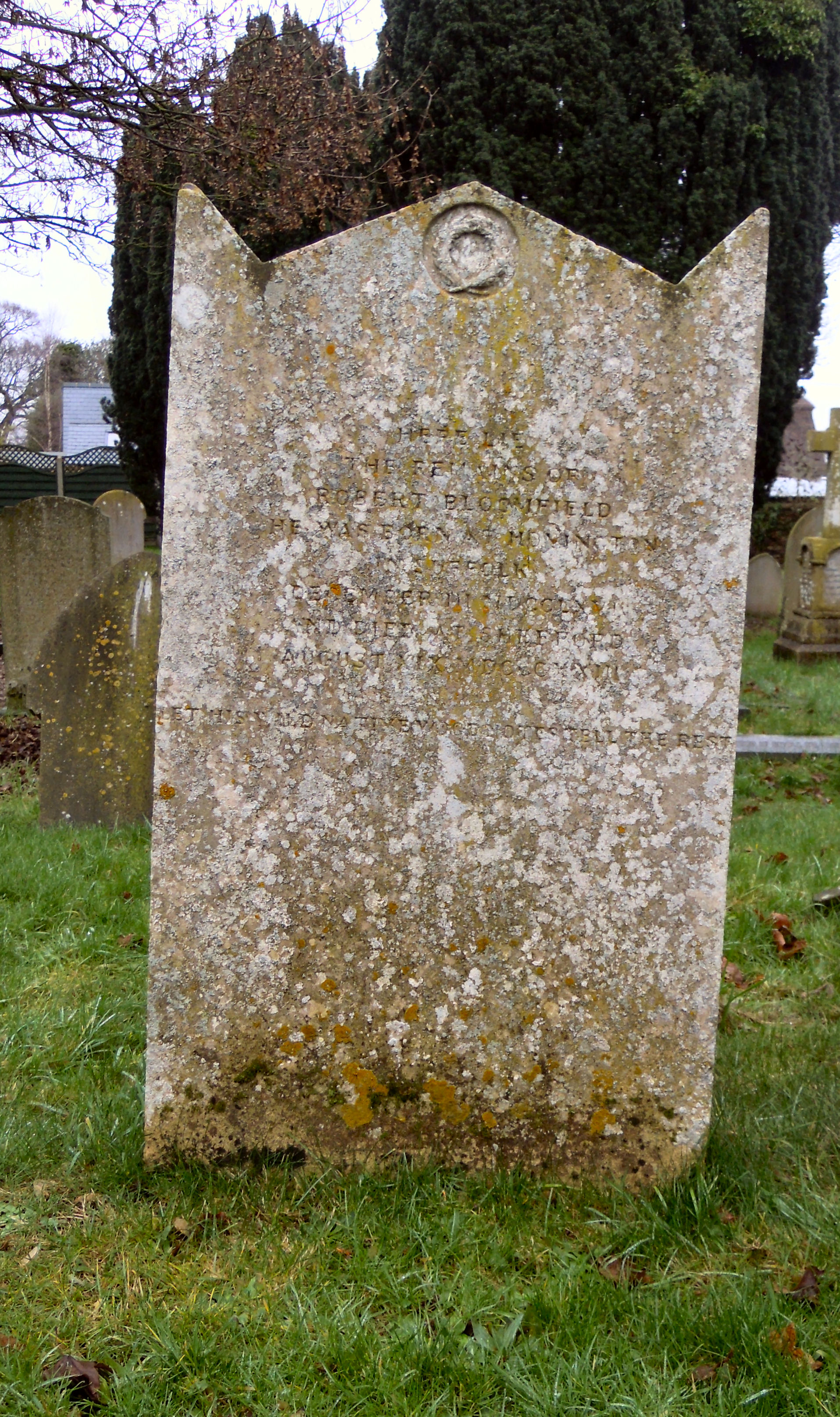
Могила Р. Блумфилда

Сын бедного деревенского портного, в год от роду остался сиротой, его отец умер от оспы. Воспитывала его мать. С детства работал на ферме, принадлежавшей герцогу Графтону, его будущему покровителю.
В 1781 году был отправлен в Лондон, поселился у своего старшего брата и обучался сапожному ремеслу. После того, как его брат Джордж вернулся в 1786 году в Суффолк он остался работать сапожником в Лондоне.
После нескольких лет неудач, в 1800 году состоялась публикация его стихов. Между 1800 и 1802 годами было продано более 25 000 экземпляров, которые были перепечатаны в нескольких американских изданиях, в немецком переводе изданы в Лейпциге, в переводе на французский язык в Париже и итальянском переводе в Милане.
Этот успех помог Р. Блумфилду временно поправить финансовое положение, однако позже он потерял работу. Издательство «Вернон и Худ», которое издало его произведения, обанкротилось в 1812 году, и Р. Блумфилду пришлось переехать из Лондона в арендованный коттедж в Бедфордшире.
В 1814 году одна из его дочерей умерла, а жена сошла с ума. Роберт Блумфилд безуспешно попытался работать продавцом книг. В конце жизни поэт страдал от глубокой депрессии, пока не умер, ослепнув, 19 августа 1823 года в глубокой нищете. Чтобы оплатить его долги и расходы на похороны, коллекция книг и рукописей Р. Блумфилда, а также домашний инвентарь были проданы на аукционе.

## Творчество
Поэт-самоучка. Несколько напечатанных им в это время народных песен встречены были сочувственно («Деревенская девушка», 1786).
Лучшим его произведением считается «The farmers boy» (Лондон, 1800, нем. пер. Фикка, Эрланг., 1803). Кроме того, он написал: «Rural tales, ballads and songs» (Лондон, 1802); «Good findings, or news from the farm» (1804); «Wild flowers» (1806); деревенскую драму «Hazelwood hall».
Собрание сочинений Р. Блумфильда издано в 1814 году (новое издание — 1883).
По плавности стиха, теплоте и искренности чувства поэзию Р. Блумфильда сравнивают с Д. Томсоном, но он превосходит того большей простотой.